# West Brookfield
West Brookfield est une ville du comté de Worcester, dans l'État du Massachusetts, aux États-Unis. La population était de 3 701 habitants au recensement de 2010. Lucy Stone y est née le 13 août 1818.
La ville a été officiellement incorporée en 1848, se séparant de Brookfield.